# جایزه بزرگ کانادا ۱۹۸۸
جایزه بزرگ کانادا ۱۹۸۸ (انگلیسی: ‎1988 Canadian Grand Prix‎) یک مسابقهٔ موتوری در رشتهٔ اتومبیل‌رانی فرمول یک بود که در تاریخ ۱۲ ژوئن ۱۹۸۸ در پیست ژیل ویلنوو واقع در مونترآل، کبک، کانادا برگزار شد. این گراند پری در میان ۱۶ گراند پری در فصل ۱۹۸۸، مسابقهٔ شمارهٔ ۵ بود.
در این مسابقه که در ۶۹ دور و به مسافت ۳۰۲٫۹۱۰ کیلومتر (۱۸۸٫۲۲۰ مایل) برگزار شد، پول پوزیشن توسط آیرتون سنا کسب شد و سریع‌ترین زمان برای طی یک دور پیست که برابر با ۱:۲۴٫۹۷۳ بود نیز توسط آیرتون سنا به ثبت رسید.
آیرتون سنا از تیم مک‌لارن-هوندا، آلن پروست از تیم مک‌لارن-هوندا و تیری بوتسن از تیم بنتون-فورد به‌ترتیب مقام‌های اول تا سوم مسابقه را کسب کردند.

## رده‌بندی قهرمانی پس از مسابقه
| جایگاه | راننده       | امتیاز |
| ------ | ------------ | ------ |
| ۱      | آلن پروست    | ۳۹     |
| ۲      | آیرتون سنا   | ۲۴     |
| ۳      | گرهارد برگر  | ۱۸     |
| ۴      | نلسون پیکه   | ۱۱     |
| ۵      | میشل آلبورتو | ۹      |
| منبع:  |              |        |

| جایگاه | سازنده       | امتیاز |
| ------ | ------------ | ------ |
| ۱      | مک‌لارن-هوندا | ۶۳     |
| ۲      | فراری        | ۲۷     |
| ۳      | لوتوس-هوندا  | ۱۲     |
| ۴      | اروز-مگاترون | ۹      |
| ۵      | بنتون-فورد   | ۸      |
| منبع:  |              |        |

یادداشت
- تنها پنج جایگاه نخست از هر رده‌بندی نمایش داده شده‌است.